# Cantone di Varades
Il Cantone di Varades era una divisione amministrativa dell'arrondissement di Ancenis.
È stato soppresso a seguito della riforma complessiva dei cantoni del 2014, che è entrata in vigore con le elezioni dipartimentali del 2015.
Comprendeva i comuni di
- Belligné
- La Chapelle-Saint-Sauveur
- Le Fresne-sur-Loire
- Montrelais
- La Rouxière
- Varades